# Isola Pitt
L'isola Pitt è un'isola della Columbia Britannica in Canada.

## Geografia
L'isola è situata tra la terraferma canadese e l'isola Banks (a separare le 2 isole c'è il Principe Channel).
Con una superficie di 1.375 km² l'isola si colloca al 266º posto tra le isole più grandi del mondo. Il punto più alto dell'isola Pitt tocca i 962 metri s.l.m..
L'unico insediamento dell'isola è un villaggio chiamato Chino Hat che fa parte delle Prime nazioni canadesi.
Le principali risorse economiche dell'isola vengono dalle miniere di magnesite e di ferro e dall'industria del legname.